# Ai Baby
"Ai Baby" é uma canção da cantora brasileira Joelma, lançada em 5 de abril de 2019 de forma independente. Foi composta por Blener Maycom, Rafael Quadros, Vinni Miranda e Waléria Leão, sendo produzida pelo primeiro junto com Diego Ramos. "Ai Baby" fala sobre escolher o homem certo e foi caracterizada por Joelma como uma "mistureba boa" de brega pop, tecnomelody, bachata e sertanejo.
O videoclipe de "Ai Baby" foi dirigido por Bruno Fioravanti e lançado em 7 de abril de 2019, dois dias após o lançamento da canção. O vídeo apresenta elementos da cultura underground, representada pela dança de rua, dança de salão, figurino e cenário. Em algumas cenas, Joelma aparece caracterizada como uma boneca, tendo grande repercussão na mídia e redes sociais.

## Composição
Composta por Blener Maycom, Rafael Quadros, Vinni Miranda e Waléria Leão, "Ai Baby" fala sobre escolher o homem certo e foi caracterizada por Joelma como uma "mistureba boa" de brega pop, tecnomelody, bachata e sertanejo.

## Lançamento e divulgação
"Ai Baby" foi anunciada em 27 de março de 2019, com data de lançamento para 5 de abril. A canção foi bastante promovida com apresentações ao vivo em programas de televisão. Joelma fez a primeira apresentação televisionada da faixa no Hora do Faro em 7 de abril de 2019. No dia 10 do mesmo mês, a cantora a interpretou no Todo Seu, juntamente com "Voando pro Pará". Em maio, ela performou a canção no Programa do Ratinho, Encontro com Fátima Bernardes e Aqui na Band. Em 20 de julho, cantou a canção no Altas Horas, junto com "Entre Tapas e Beijos", "Voando pro Pará" e "Isso É Calypso". Em 18 de agosto, interpretou a canção no Domingo Show. Em 26 de outubro, cantou a canção no SóTocaTop. Em 15 de dezembro de 2019, Joelma interpretou a canção no Domingo Legal e novamente no Hora do Faro.
Um remix de "Ai Baby" feito pelo produtor DJ Lucas Beat em ritmo de funk carioca foi lançado em 11 de fevereiro de 2022.

## Vídeo musical

Capturas em ecrã de quatro momentos do vídeo musical de "Ai Baby"

O videoclipe de "Ai Baby" foi dirigido por Bruno Fioravanti e lançado em 7 de abril de 2019, dois dias após o lançamento da canção. O vídeo apresenta elementos da cultura underground, representada pela dança de rua, dança de salão, figurino e cenário, que contou com 15 grafites suspensos assinados pelo artista plástico Homero Mauricio. No vídeo, Joelma é acompanhada por vários dançarinos e, em outros momentos, aparece sozinha caracterizada como uma boneca, com maquiagem criada pelo maquiador Fernando Tofaneli e inspirada nas bonecas Bratz. Joelma contou que a ideia de se caracterizar de boneca partiu de um verso da canção que fala sobre ter um "rostinho delicado". Ela também revelou que precisou ficar cerca de seis horas com os olhos fechados para que os olhos da boneca fossem desenhados sobre as suas pálpebras e conseguir o efeito desejado.
Poucas horas após o seu lançamento, o videoclipe alcançou o primeiro lugar entre os vídeos demarcados como "em alta" no YouTube.

## Lista de faixas
Download digital e streaming
1. "Ai Baby" — 3:12

Download digital e streaming (Funk Remix)
1. "Ai Baby" (Funk Remix) — 3:05

## Prêmios e indicações
| Ano  | Prêmio           | Categoria    | Resultado | Ref.          |
| ---- | ---------------- | ------------ | --------- | ------------- |
| 2019 | BreakTudo Awards | Hit Nacional | Venceu    | [ 26 ] [ 27 ] |